# Joseph Brugère
Pour les articles homonymes, voir Brugère.
Henri Joseph Brugère, né à Uzerche (Corrèze) le 27 juin 1841 et mort au col du Lautaret sur la commune de Villar-d'Arêne le 31 août 1918, est un militaire français, général de division, grand-croix de la Légion d'honneur et médaillé militaire.
Sorti de l'École polytechnique en 1859, il est élève à l'École d'application de l'artillerie et du génie en 1861. Il participe à la conquête de l'Algérie en 1863 puis à la guerre franco-allemande de 1870. Il est fait prisonnier après la reddition de Metz en octobre puis s'évade et rejoint le gouvernement de la défense nationale à Tours. En 1880, il est chef de la maison militaire du président Jules Grévy. Il est envoyé en Tunisie en 1881 puis au Tonkin. Promu général de brigade en 1887, il devient secrétaire général de la présidence. Il est promu général de division en 1890, gouverneur militaire de Paris en 1899 et devient vice-président du Conseil supérieur de la guerre de 1900 à 1906. Il reçoit la grand-croix de la Légion d'honneur après 44 ans de services et 6 campagnes. Passé dans le cadre de réserve en 1908, il est réintégré sur sa demande au service actif au début de la Première Guerre mondiale en 1914 et participe à la défense d'Amiens. Il trouve la mort au col du Lautaret au cours d'une excursion.

## Biographie
Fils de Henri Charles Brugère, notaire et maire de Tulle, et de Elisabeth Mougenc de Saint-Avid, Henri Joseph Brugère naît à Uzerche le 27 juin 1841.
Entré à l'École polytechnique en 1859, diplômé en 1861, il entre alors à l'École d'application de l'artillerie et du génie de Metz.
En 1863, dirigé dans les provinces de Constantine et d'Oran, il est lieutenant au 2e régiment d'artillerie montée puis au 9e régiment d'artillerie à pied, en 1864. Il passe lieutenant en premier en 1866 et, en 1867, il est fait chevalier de la Légion d'honneur pour sa conduite durant l'épidémie de choléra en Algérie.
Promu capitaine en juin 1870, il passe au 18e régiment d'artillerie à Cheval à Grenoble. Quand éclate la guerre de 1870, il devient adjoint du commandant de l'artillerie du 18e corps d'armée[Information douteuse] et participe aux batailles de Borny, de Rezonville et de Saint-Privat. Fait prisonnier lors de la capitulation de Metz, il s'évade le 4 novembre 1870, arrive à Tours et rejoint l'Armée de la Loire au 18e CA. Nommé capitaine en premier en novembre, il participe à la bataille de Juranville, le 28 novembre, de Maizières, le 30 novembre, et de Gien, le 9 décembre.
Le 1er décembre, il est cité à l'ordre de l'armée : « Henri Joseph Brugère, capitaine au 15e régiment d'artillerie est mis à l'ordre du jour de l'armée pour avoir en plein jour et à découvert, enlevé une pièce prussienne sous le feu de l'ennemi, au combat de Juranville ».
Le 22 décembre 1870, il est promu chef d'escadron et rejoint, avec les capitaines Philibert d'Ussel et Raoul de Jouvenel et le général Billot, tous également Corréziens, l'armée de l'Est et devient chef d'état-major de l'artillerie du  26e corps d’armée[réf. nécessaire]. On le retrouve aux batailles de Villersexel le 6 janvier 1871 sous le commandement du général Billot, à Héricourt du 15 au 17 janvier et au défilé de la Cluse le 1er février, où l'armée de Bourbaki, qui après avoir négocié la Convention des Verrières avec le général suisse Hans Herzog, sera internée en Suisse, après avoir été désarmée au passage de la frontière le 3 février. À la suite de ses faits de guerre, il est fait officier de la Légion d'honneur.
Une nouvelle fois fait prisonnier, il s'évade de nouveau et parvient à Bordeaux d'où il est envoyé, sur sa demande, pour réprimer l'insurrection en grande Kabylie où il se distingue lors des combats livrés par la colonne Lallemand.

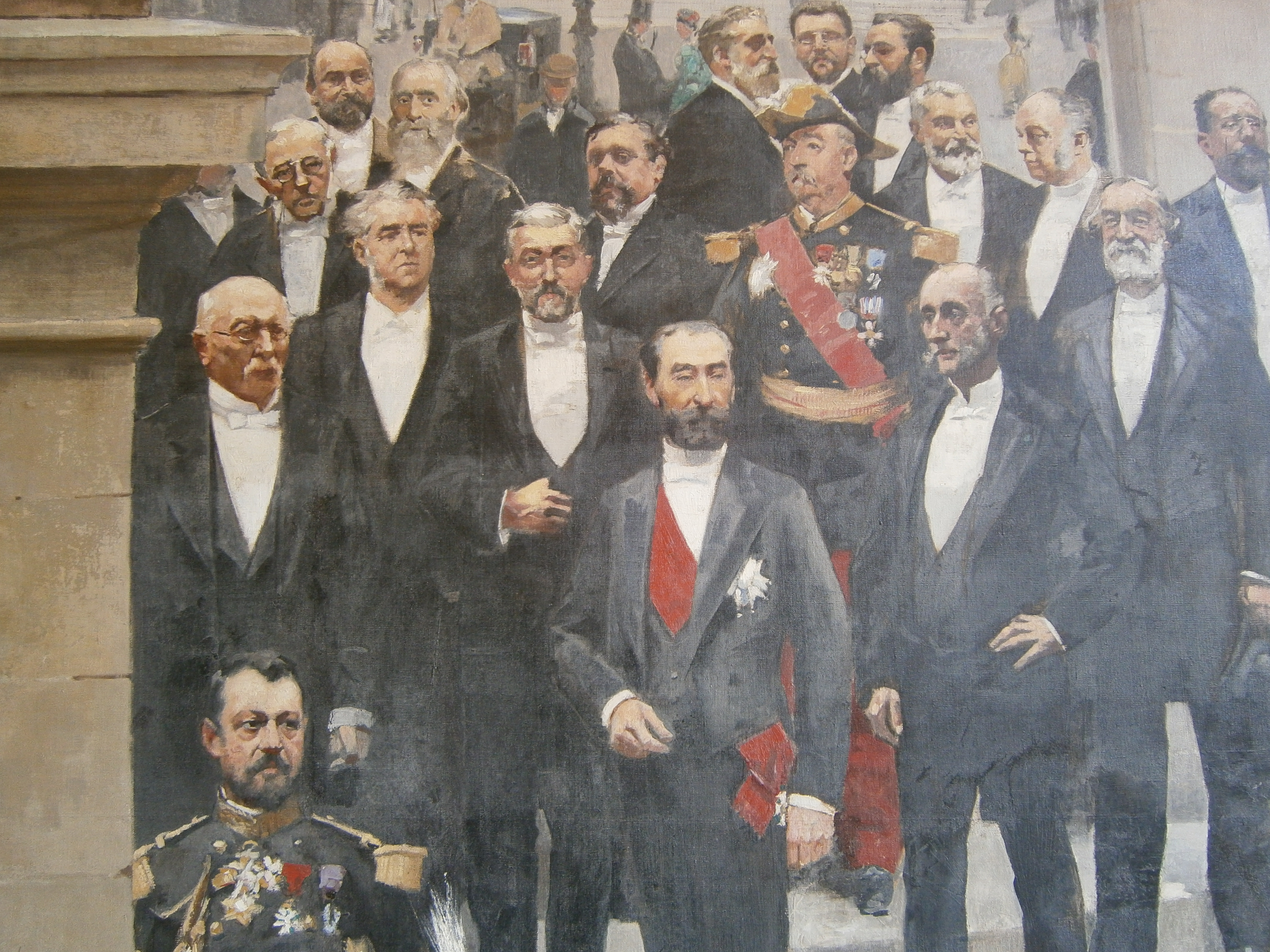
En bas à gauche auprès de Sadi Carnot.

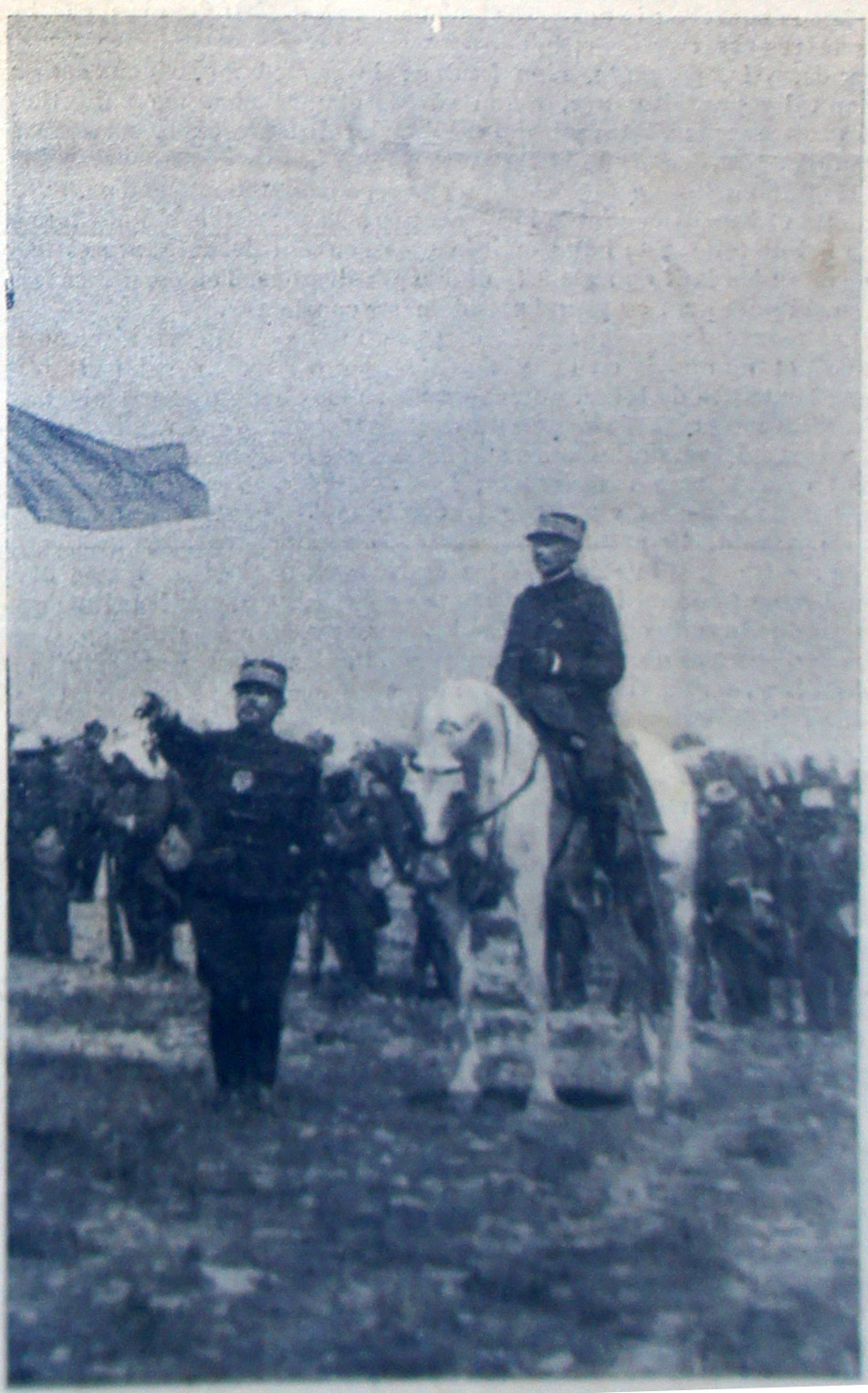
J. Brugère présente les manœuvres de Bétheny du bras au Ministre de la guerre André.

L'ordre régnant de nouveau, il rentre en France où il est nommé, de 1872 à 1874, au 30e régiment d'artillerie montée en garnison à Tarascon puis à Orléans de 1874 à 1880 où il est nommé lieutenant-colonel, chef d'État-major de l'artillerie du 5e corps d'armée et qu'il se marie.
Le 26 février 1880, il est nommé chef de la maison militaire du président de la République, Jules Grévy, et secrétaire général de la présidence.
Promu colonel en 1881, il prend part à la campagne de Tunisie, du 5 avril au 22 juin 1881, et est présent à tous les combats engagés par la colonne Logerot. Son officier d'ordonnance est alors le capitaine André Déroulède, frère de Paul Déroulède.
De retour en France, il reçoit, en décembre 1881, le brevet d'état-major et commande le 12e régiment d'artillerie cantonné à Vincennes.
Nommé général de brigade le 11 juin 1887, il reste au palais de l'Élysée après l’élection de Sadi Carnot, conservant ses fonctions de chef de la maison militaire et de secrétaire général de la présidence.
En 1888, il est victime d'un accident de chasse lors des chasses présidentielles à Rambouillet.
En 1890, il est promu général de division.
En 1892, il quitte la maison militaire et le secrétariat de l'Élysée et prend la tête de la 12e division d'infanterie à Reims et reçoit, le 9 juillet, la cravate de commandeur de la Légion d'honneur.
En 1894, il prend le commandement du 8e CA à Bourges puis, en 1897, le 2e CA à Amiens et est promu, le 14 septembre, grand-officier de la Légion d'honneur et est appelé la même année au conseil supérieur de la guerre. C'est à l'époque également un habitué du salon de Mme Lemaire, où il se trouve des soutiens au sein de la haute société parisienne.
De 1899 à 1900, il est gouverneur militaire de Paris durant la période de l'Exposition Universelle et du gouvernement Pierre Waldeck-Rousseau.
En 1900 devenu inspecteur d'Armée il parvient vice-président du conseil supérieur de la guerre, c'est-à-dire le plus haut officier de l'armée française. De 1900 à 1905, il dirigera les grandes manœuvres annuelles. En 1901, il commande, devant le tsar Nicolas II et le président de la République française Émile Loubet, les grandes manœuvres et la revue de Bétheny, réunissant 150 000 soldats,.
Il est élevé à la dignité de grand-croix de la Légion d'honneur le 29 décembre 1904 puis décoré de la Médaille militaire le 16 juin 1906.
Il reçoit également plusieurs médailles et ordres étrangers.
Le 18 juin 1906, il passe en deuxième section du cadre de réserve des officiers généraux. Il se met alors à écrire et publie plusieurs Mémoires. Les siens tout d'abord puis des mémoires qui paraîtront dans diverses publications comme la Revue de d'Artillerie, Mémorial des Officiers d'Artillerie et publie La tactique de l'artillerie pendant la guerre de 1866.
En 1914, à 73 ans et en parfaite santé, il demande à être réintégré au service actif. Le ministre de la Guerre et futur président de la République française Alexandre Millerand, lui donne, le 17 septembre 1914, le commandement de quatre divisions d'infanterie territoriale qui montent au front entre Amiens et Béthune. 
En octobre 1914, la guerre se stabilisant dans les tranchées, les groupes de divisions territoriales mises en première ligne, sont dissous. Fort de ses appuis politiques et détesté par ses collègues généraux: il est surnommé le "videur de pots de chambre du président Sadi Carnot" par le général Castelnau: il sera évincé par le général Foch qui l accuse de défaillances.
Il est alors nommé inspecteur général dans les régions de l'Intérieur.
Le 26 août 1915, il reçoit sa 2e citation à l'ordre de l'armée et la Croix de guerre avec palmes : « Le Général Brugère a commandé pendant un mois avec la plus grande énergie un groupe de divisions territoriales avec lesquelles il a combattu en première ligne à côté des corps d'armée actifs, résisté aux plus violentes attaques de l'ennemi et fait reculer la Garde prussienne. Pendant ces dures journées, a constamment fait sentir son action personnelle et a su communiquer à tous la foi qui l'animait et son dévouement absolu au Pays… »
En 1917, il sera appelé à diriger la commission d'enquête constituée après l'échec des offensives Nivelle sur le chemin des Dames.
Après plusieurs missions militaires accomplies, âgé de 77 ans, il prend quelques jours de congés dans la région de Grenoble, qu'il a connue lors de la guerre de 1870. Le 31 août 1918, il meurt d'une rupture d'anévrisme dans l'automobile qui le conduit en excursion au col du Lautaret.
Trois de ses fils combattent lors de la Grande guerre dont l'un, commandant, est mort, disparu, au combat près de Juvigny le 29 mai 1918.

## Distinctions

### Décorations Françaises
- Médaille militaire (1906)[12]
- Grand-croix de la Légion d'honneur (1904);
- Croix de guerre 1914-1918 ;
- Officier de l'Instruction publique pour son importante contribution à l'amélioration des poudres et explosifs dans l'artillerie française et à la rédaction de l'aide mémoire à l'usage des officiers d'artillerie ;
- Chevalier de l'ordre du Mérite agricole ;
- : Médaille commémorative de la guerre 1870-1871 ;
- : Médaille coloniale (Algérie - Tunisie) ;

### Décorations Étrangères
- : Grand Croix de l'Ordre royal de Dannebrog ;
- : Grand Officier de l'Ordre de Leopold ;
- : Chevalier de 1re classe de l'Ordre de Saint-Alexandre Nevski ;
- : Grand Officier de l'Ordre de l'Osmanié ;
- : Commandeur de l'Ordre de François-Joseph ;
- : Commandeur avec plaque de l'Ordre de Pie IX ;
- : Commandeur avec plaque de l'Ordre de Saint-Grégoire-le-Grand.